# Athenaeum (Schlegel)

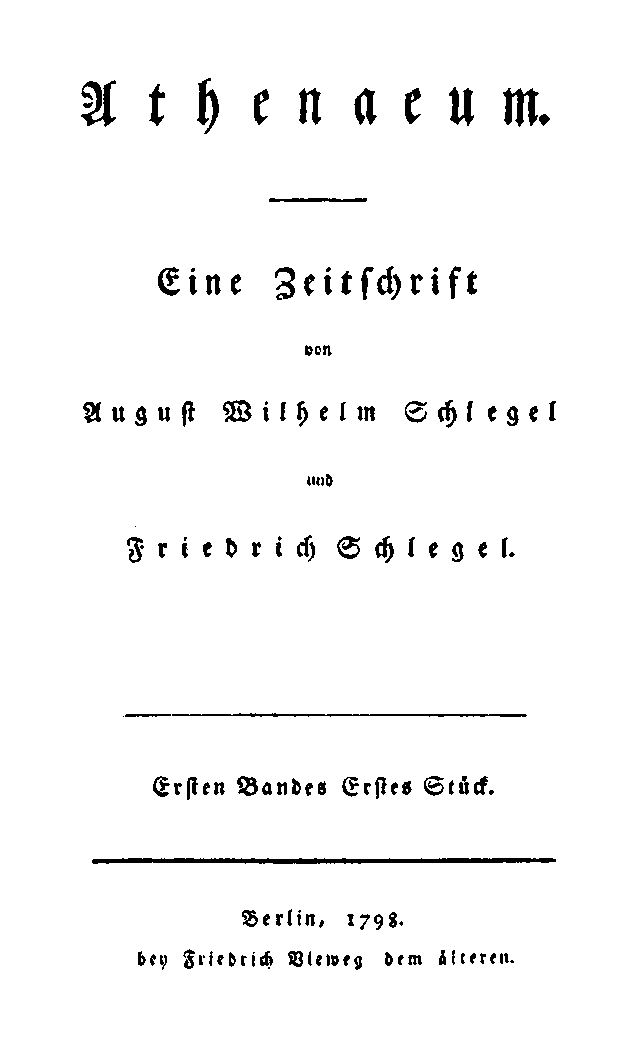

Athenaeum ist der Titel einer Zeitschrift, die von den Brüdern August Wilhelm Schlegel und Friedrich Schlegel herausgegeben und in Berlin gedruckt wurde.
Zwischen 1798 und 1800 erschienen insgesamt sechs Hefte. Es bildete das zentrale literarische Organ der Frühromantik in Jena. Andere Beiträger waren Dorothea Schlegel, Caroline Schlegel, Novalis, August Ferdinand Bernhardi, Sophie Bernhardi, Friedrich Daniel Ernst Schleiermacher, August Ludwig Hülsen und Karl Gustav Brinckmann.
Eine Fortsetzung war die von Friedrich Schlegel 1803 herausgegebene Zeitschrift Europa.
Die Friedrich Schlegel-Gesellschaft gibt das aktuelle Jahrbuch Athenäum heraus.

## Inhalt
Eine bibliographische Erschließung gab Heinrich Hubert Houben heraus: Veröffentlichungen der Deutschen Bibliographischen Gesellschaft. Bibliographisches Repertorium. Bd. 1: Zeitschriften der Romantik, Berlin 1904, Behr, Sp. 1–13 (Textarchiv – Internet Archive).